# St. Maria (Lengefeld)

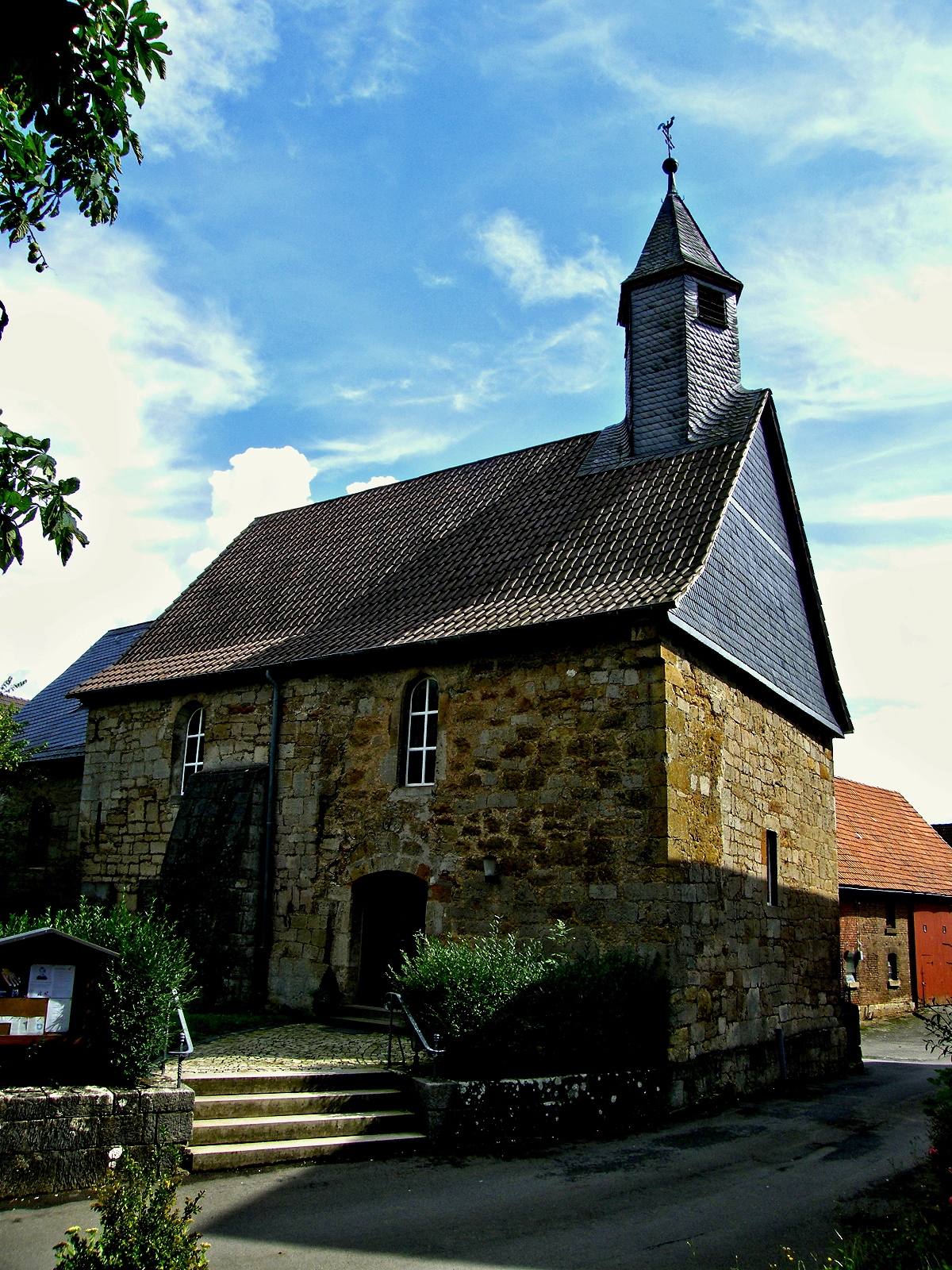
St. Maria in Lengefeld

Die evangelische Kirche St. Maria ist ein denkmalgeschütztes Kirchengebäude, das in Lengefeld, einem Stadtteil der Kreisstadt Korbach im Landkreis Waldeck-Frankenberg (Hessen), steht. Die Kirchengemeinde gehört zum Kirchenkreis Twiste-Eisenberg im Sprengel Marburg der Evangelischen Kirche von Kurhessen-Waldeck.

## Beschreibung
Die ursprünglich romanische Saalkirche mit einem Kirchenschiff über 2 Joche und einem quadratischen Chor wurde um 1200 erbaut und im Dreißigjährigen Krieg zerstört. 1656/57 wurde sie wieder aufgebaut. Der ursprünglich gewölbte Innenraum erhielt eine Flachdecke. Aus dem Satteldach des Kirchenschiffs erhebt sich im Westen ein sechseckiger Dachreiter, der ein Zeltdach trägt. 